# Carl Flemming (Verleger)
Carl Flemming (geboren am 10. November 1806 in Cröbern bei Leipzig; gestorben am 1. November 1878 in Glogau) war ein deutscher Buchhändler und Verleger mit besonderen Verdiensten auf den Gebieten der Jugendliteratur und der Kartographie.
Johann Friedrich Carl Flemming wurde am 10. November 1806 in dem – durch Braunkohletagebau im 20. Jh. untergegangenen – Örtchen Cröbern (nicht: Gröbern) bei Leipzig als sechstes Kind des Häuslers und Fleischhauers Gottfried Fläming geboren.

Landkarte der Steiermark von F. Handtke (siehe den Vermerk links unten) im Verlag von C. Flemming

Flemming begann seine Selbstständigkeit 1833 durch Übernahme der 1790 gegründeten Güntherschen Buchhandlung in Glogau, welche er unter seinem Namen weiterführte.